# Piemonte (navire)
Pour les autres navires du même nom, voir Piemonte.

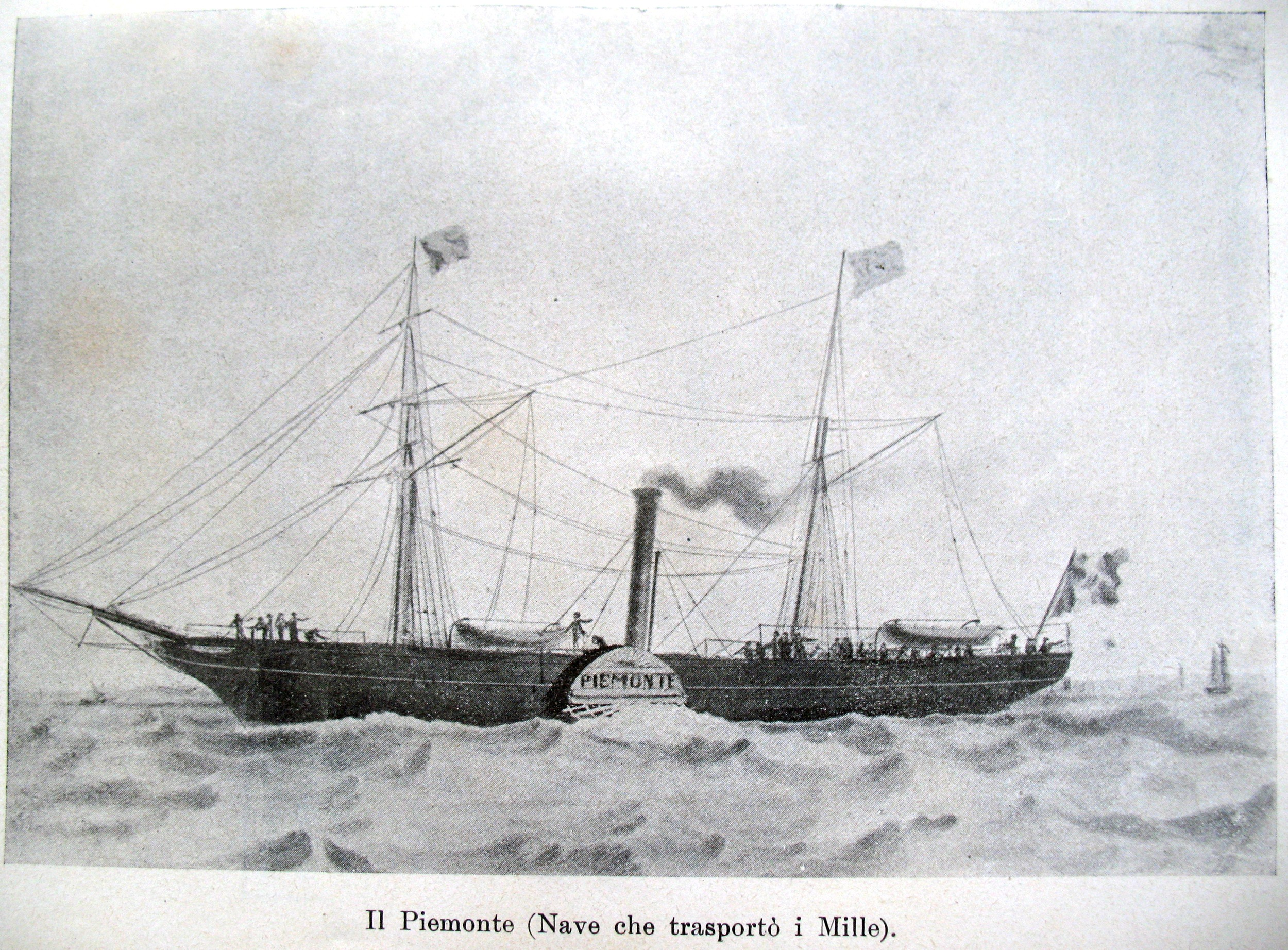
Le Piemonte

Le bateau à vapeur Piemonte est une des deux embarcations utilisée pour transporter les mille hommes commandés par Giuseppe Garibaldi depuis Quarto, près de Gênes vers la Sicile lors de l'expédition des Mille.

## Caractéristiques
Le Piemonte est un bateau en bois à propulsion à vapeur, appartenant à la société Rubattino, ainsi que le Lombardo, le second bateau utilisé lors de l'expédition. Il déplace 1 512 tonnes et a une machinerie de force nominale de 519 chevaux. Il est lancé à Glasgow en 1851 et destiné au service postal.

## Histoire

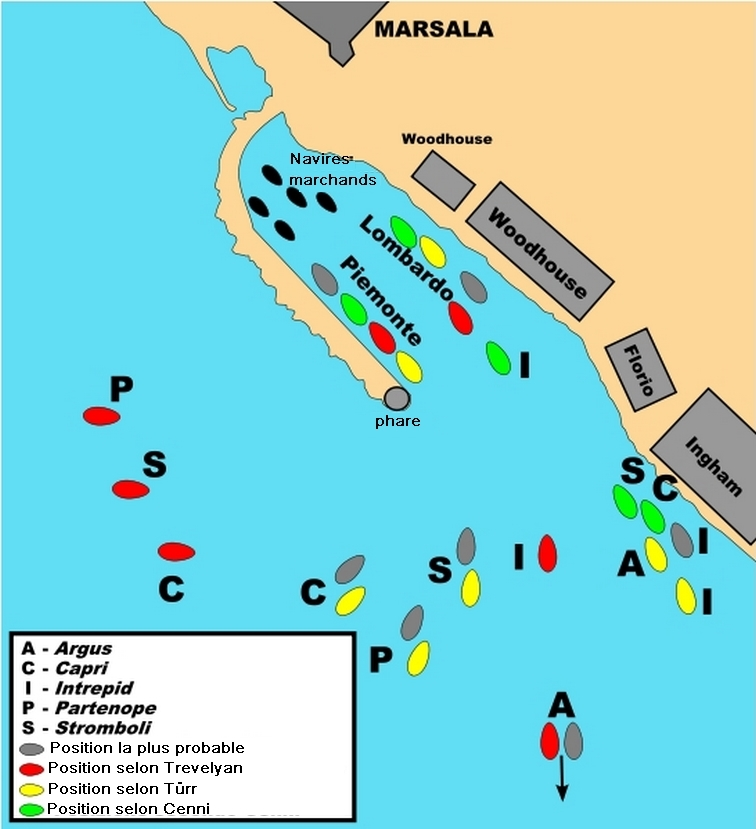
Plan du débarquement de l'expédition des Mille à Marsala.

L'utilisation des deux navires, après qu'un groupe de garibaldien commandé par Nino Bixio s'en empare dans la nuit du 5 au 6 mai 1860, dans le port de Gênes, est au centre d'une controverse même s'il est clair que le vol est une simulation car il a lieu à la suite d'un accord entre Garibaldi et le directeur de la société Giovanni Battista Fauchè (it) et peut-être aussi entre le propriétaire et les autorités les plus importantes du royaume de Sardaigne. Il résulte qu'un acte notarié signé à Turin le 14 mai 1860 et garanti par l'état piémontais règle la cession des deux navires.
Le Piemonte et le Lombardo sont conduits à Quarto, où le reste des hommes s'embarquent. Garibaldi embarque sur le Piemonte tandis que Bixio prend place sur le Lombardo, commandé par Salvatore Castiglia. Après un arrêt à Talamone afin de s'approvisionner, les deux navires se dirigent vers la Sicile. 
Arrivé à Marsala le 11 mai 1860, échappant aux navires des bourboniens, le Piemonte entre dans le port et s'amarre au quai des navires marchands britanniques, tandis que Lombardo s'échoue sur un banc de sable. Après le débarquement des troupes, le navire est l'objet de coups de canons des navires bourboniens arrivés sur place. Le bateau, abandonné par les Mille, est capturé par la marine du royaume des Deux-Siciles et transporté à Naples. 
Par un décret du 5 octobre, Garibaldi ordonne que les deux navires soient préservés « en mémoire de l'initiative du peuple italien », et la société Rubattino est indemnisée, pour sa perte avec 150 000 lires. En 1861 il est radié des navires italiens, restant à quai à Naples, mais en 1866, au mépris du décret de Garibaldi, il est démoli et vendu,.